# Вербицкий, Тимофей Александрович
Тимофей Александрович Вербицкий (? — не ранее 1642) — мастер-типограф, сыграл большую роль в развитии книгопечатного дела в юго-западных русских и валашских землях.

## Биография
Был высококвалифицированным и опытным печатником, ему поручали самую сложную и ответственную работу. В 1621—1624 работал в типографии Киево-Печерской лавры в начальный период её деятельности. Здесь в 1623 году он напечатал «Беседы на 14 посланий апостола Павла»; на 3200-м столбце, где приводится история печатания этой книги, Вербицкий назван «майстером художества печатного».
В 1624 году при содействии митрополита Иова Борецкого открыл свою типографию на киевском Подоле, в которой выпустил Часослов (1625 и 1626), первый в Киеве Букварь, Псалтырь (1628). Это была первая частная типография в Киеве и вообще на востоке современной Украины. Борецкий ссудил крупную сумму денег для открытия типографии. Вербицкий, названный в документах «товарищем войска Запорожского» (Тимофей Вербицкий некоторое время был запорожским казаком: переселившись в Киев, продолжал именовать себя товарищем Войска Запорожского), на эти средства быстро организовал производство. Позже Вербицкий оказал содействие второй частной киевской типографии, открытой Спиридоном Соболем в 1628 году. В частности, он передал Соболю доску, использовавшуюся Иваном Фёдоровым в Москве ещё при издании Апостола 1564 года.
Типография Вербицкого просуществовала недолго (около 4-х лет), однако сыграла значительную роль в распространении книгопечатания не только в Малороссии, но и в Валахии (на территории современных Румынии и Молдавии). После 1628 года Вербицкий вернулся в типографию Киево-Печерской Лавры.
Спустя несколько лет, идя навстречу просьбам молдавского господаря Матея Бессараба о помощи в возобновлении местного книгопечатания, киевский митрополит Пётр Могила отправил в Валахию типографию с полным набором оборудования и материалов. Вместе с типографией поехали и искусные типографы во главе с Вербицким. В 1635 году в городе Долгополе (Кымполунге) впервые после 1588 года была напечатана книга — «Требник». Это было очень важным событием, направленным на укрепление православной веры в этих местах и установление тесной духовной и культурной связи с русскими землями. В «Требнике» Вербицкий использовал материалы из своих киевских изданий. Вербицкий передал свои материалы местным печатникам, и они использовались в изданных там книгах вплоть до начала XVIII века. Вербицкий принес в Румынию большую любовь к книжным украшениям, унаследованную малоросским книгопечатанием от «москвитина» Ивана Фёдорова. Киевские издания перепечатывались в румынских и молдавских землях, а позже переводились на румынский язык.
Впоследствии Вербицкий возвратился в Киев, куда привёз часть напечатанных им в Валахии книг, которые затем весьма широко распространились в Малороссии. После 1642 года о судьбе Вербицкого больше ничего не известно.

## Издания
Первой книгой, изданной в киевской типографии, был «Часослов», который вышел в свет 7 августа 1625 года. В книге использовались московская заставка Ивана Фёдорова и 2 виленские заставки Мстиславца. Большая заслуга Вербицкого заключается в том, что им были сохранены типографские материалы русских первопечатников, которые он использовал при печатании. Вербицкий приобрёл типографские доски Ивана Фёдорова и Петра Мстиславца. В предисловии к книге упомянут Борецкий, у которого издатель просит защиты и покровительства. Примечателен тот факт, что в «Часослов» включены песнопения, посвящённые общерусским святым, которые одинаково чтились и в Киеве, и в Москве — князьям Владимиру, Борису и Глебу, митрополитам Петру и Алексию. Это говорит о том, что Вербицкий самым активным образом выступал за единение с Россией. Второе издание «Часослова» вышло спустя 8 месяцев, в мае 1626 года. В августе 1628 года была напечатана «Псалтирь изображённая», в которой использовались заставки Мстиславца из «Часовника» 1574 года. В отделе рукописей Центральной научной библиотеки им. Вернадского Академии наук Украины в Киеве был найден уникальный документ — букварь, изданный Вербицким в 1627 году. Об этом букваре раннее ничего не было известно, и поэтому исследователи с полным основанием называли его «неизвестным». Букварь сохранился только в виде фрагментов, часть из которых существенно повреждена. Букварь построен на тех же принципах, что и азбуки Ивана Фёдорова: сначала дан алфавит славянского языка, затем слоги и склонения слов. Далее идут тщательно подобранные молитвы и нравоучительные изречения из Библии, в том числе и о пользе мудрости и знания. Букварь завершается материалом, предназначенным для обучения счёту. В послесловии сказано, что букварь напечатан «во просвещение разума, возрасту младенческому на роду российскаго».